# Casa de Crispo
La Casa de Crispo fue una noble familia de la ciudad italiana de Verona que gobernó el Ducado de Naxos desde 1383 hasta 1566 (y brevemente en 1571 y 1573). Una rama gobernó en Ios separadamente desde 1397 hasta 1508.
Además de los duques y señores mencionados, el miembro más importante de la familia fue femenino: una hermana de Francesco II Crispo, Fiorenza, se casó con Marco Cornaro, patricio de Venecia, y fueron padres de dos hijos, ambos personajes importantes:
- Giorgio Cornaro, llamado Padre della Patria, caballero del Imperio y patricio veneciano, Podestà de Brescia en 1496, y procurador de San Marcos, nacido en Venecia en 1452 y fallecido en la misma ciudad el 31 de julio de 1527.
- Caterina Cornaro, reina de Chipre desde agosto de 1474 hasta febrero de 1489, señora de Asolo (1489), nacida en Venecia el 25 de noviembre de 1454 y fallecida en la misma ciudad el 10 de julio de 1510. Casada por poder en Venecia el 30 de julio de 1468 con Jacobo II de Lusignan, rey de Chipre, y casada nuevamente en persona en Famagusta en octubre de 1472.

## Duques de Naxos.
- Francisco I Crispo 1383-1397
- Jacobo I Crispo 1397-1418
- Juan II Crispo 1418-1433
- Jacobo II Crispo 1433-1447
- Nicolás Crispo, regente 1447-1450
- Juan Jacobo Crispo 1447-1453
- Guillermo II Crispo 1453-1463
- Francisco II Crispo 1463
- Jacobo III Crispo 1463-1480
- Juan III Crispo 1480-1494
- Francisco III Crispo 1494
- Jacobo Crispo, gobernador 1494-1496
- Antonio Crispo, gobernador 1496-1505 (hijo)
- Francisco III Crispo (restablecido en 1500) 1505-1517
- Juan IV Crispo 1517-1544
- Antonio Crispo (nieto de Antonio Crispo), gobernador 1544-1554
- Juan IV Crispo 1554-1564
- Francisco IV Crispo 1536-1544 (asociado) fallecido en 1550
- Jacobo IV Crispo 1565-1566

## Rama de los señores de Ios.
- Francisco I Crispo 1383-1397
- Marco I Crispo 1397-1450
- Jacobo I Crispo de Ios 1450-1452
- Francisco I Crispo de Ios 1452-1494
- Marco II Crispo 1494-1508